# 559e division de grenadiers
La 559e division de grenadiers (en allemand : 559. Grenadier-Division ou 559. GD) est une des divisions d'infanterie de l'armée allemande (Wehrmacht) durant la Seconde Guerre mondiale.

## Historique
La 559e division de grenadiers est formée le 11 juillet 1944 comme Sperr-Division 559 sur le Truppenübungsplatz (terrain de manœuvre) de Baumholder en tant qu'élément de la 29. Welle (29e vague de mobilisation).
À partir de septembre 1944, elle est affectée en France dans le secteur de Nancy dans le LXXXII. Armeekorps de la 1. Armee au sein de l'Heeresgruppe G.
Elle est renommée 559. Volks-Grenadier-Division le 9 octobre 1944.

## Organisation

### Commandants
| Date                             | Grade           | Commandant               |
| -------------------------------- | --------------- | ------------------------ |
| 11 juillet 1944 - 9 octobre 1944 | Generalleutnant | Kurt Freiherr von Mühlen |

## Théâtres d'opérations
- Allemagne : Juillet 1944 - Septembre 1944
- France : Septembre 1944 - Octobre 1944

## Ordre de bataille
- Grenadier-Regiment 1125
- Grenadier-Regiment 1126
- Grenadier-Regiment 1127
- Artillerie-Regiment 1559
  - I. Abteilung
  - II. Abteilung
  - III. Abteilung
  - IV. Abteilung
- Füsilier-Kompanie 559
- Divisionseinheiten 1559